# Friederike Fless

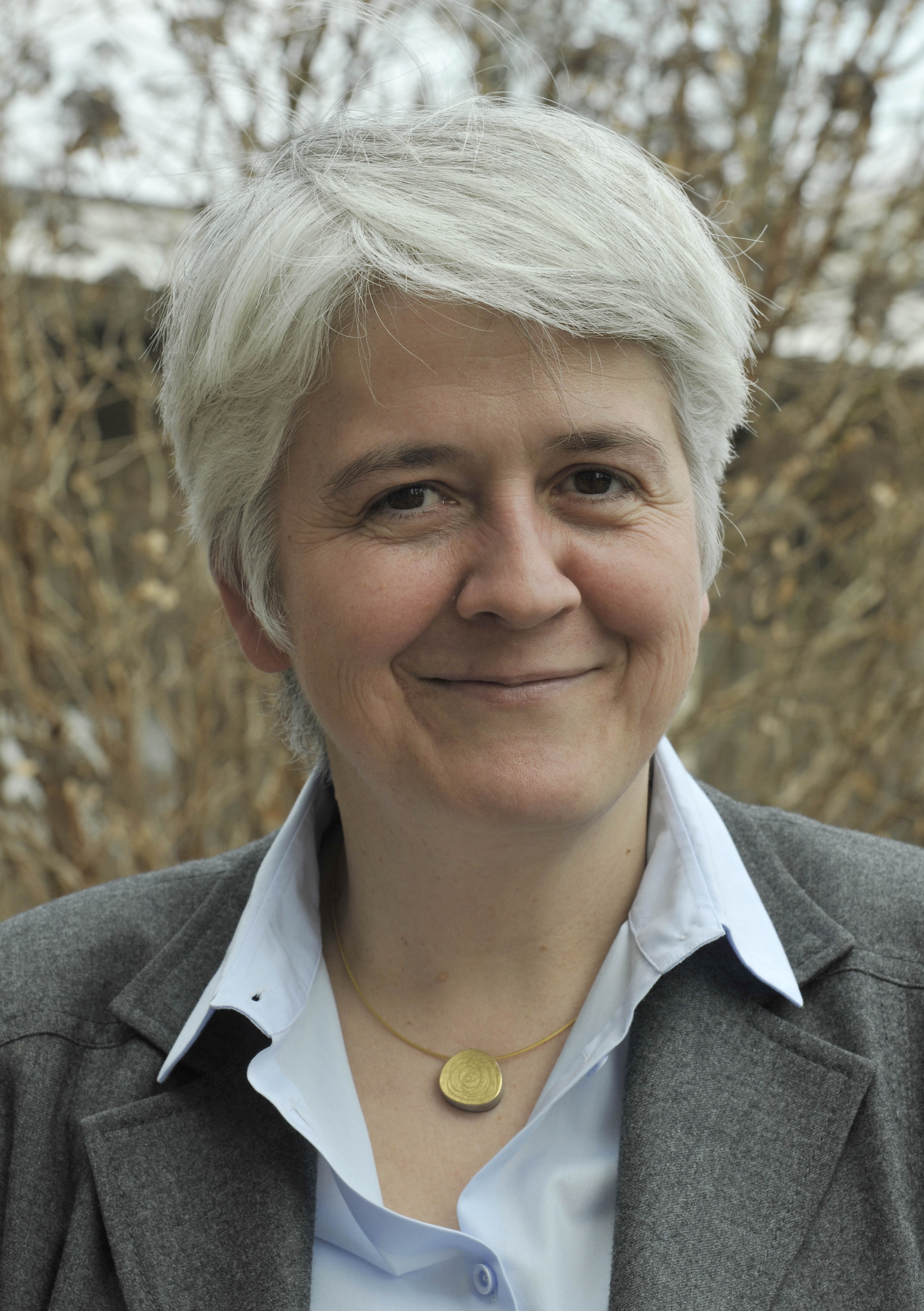
Friederike Fless (2011)

Friederike Fless (* 25. Mai 1964 in Unna) ist eine deutsche Klassische Archäologin und seit 2011 als erste Frau in dieser Position Präsidentin des Deutschen Archäologischen Instituts.

## Leben, Karriere, Leistungen
Friedrike Fless besuchte das Geschwister-Scholl-Gymnasium in ihrer Heimatstadt. Sie studierte von 1983 bis 1992 Klassische Archäologie, Kunstgeschichte und Alte Geschichte an der Universität Trier, der Universität Würzburg und der Universität Mainz. In Mainz wurde sie 1992 bei Annalis Leibundgut promoviert, Thema der Dissertation war „Opferdiener und Kultmusiker auf stadtrömischen historischen Reliefs. Untersuchungen zur Ikonographie, Funktion und Benennung“. Anschließend arbeitete sie bis 1993 als wissenschaftliche Mitarbeiterin und Hochschulassistentin am Archäologischen Institut in Mainz. Daran schloss sich ein einjähriges Reisestipendium des Deutschen Archäologischen Instituts an. Von 1994 bis 2000 war Fless als Hochschulassistentin am Institut für Klassische Archäologie an der Universität zu Köln tätig. 2000 erfolgte in Köln die Habilitation zum Thema „Überlegungen zu den Formen der Aneignung und der Funktion attisch-rotfiguriger Vasen im 4. Jahrhundert v. Chr.“. Im Anschluss wechselte sie an die Universität Leipzig, wo sie bis 2003 als Oberassistentin am Institut für Klassische Archäologie wirkte. 2003 wurde Fless als erste Frau auf eine ordentliche Professur in Klassischer Archäologie an die Freie Universität Berlin berufen. Dort war sie seit 2004 Sprecherin des Interdisziplinären Zentrums Alte Welt (IZAW) der FU. Zwischen 2004 und 2008 war Fless Vorsitzende des Deutschen Archäologen-Verbandes und seit 2006 ist sie Mitglied der Zentraldirektion des Deutschen Archäologischen Instituts. Des Weiteren gehört sie zum Beirat der Zeitschrift Archäologischer Anzeiger. Sie war von 2007 bis zum Februar 2011 gemeinsam mit Christof Rapp (bis 2009) Sprecherin des von der Deutschen Forschungsgemeinschaft an der Freien Universität Berlin und der Humboldt-Universität zu Berlin angesiedelten Exzellenzclusters Topoi. Seit dem 1. April 2011 ist Fless als erste Frau Präsidentin des Deutschen Archäologischen Instituts. An der FU Berlin wurde sie daher zur Honorarprofessorin ernannt. Von November 2014 bis 2021 war sie Mitglied im Rat für Informationsinfrastrukturen.
Zusammen mit Wolfram Hoepfner leitete Friederike Fless ein Projekt zur Erforschung der antiken Stadtmauer von Messene, zusammen mit Yury Zaytsev die Erforschung der römischen Präsenz auf der Krim, vor allem in Alma Kermen und Ak Kaya. Ein weiteres ihrer Projekte lief unter dem Namen „Die Wahl der Medien sepulkraler Repräsentation im Bosporanischen Reich als Indikator kultureller Zuordnungen“. 
Am 25. November 2014 erhielt Fless für ihre Leistungen in der Wissenschaft und im Wissenschaftsmanagement die Ehrendoktorwürde der Kultur-, Sozial- und Bildungswissenschaftlichen Fakultät der Humboldt-Universität zu Berlin. In Würdigung ihrer Leistungen als Wissenschaftlerin und Forscherin wurde ihr anlässlich der Wissensstadt Berlin 2021 im Rahmen der Ausstellung „Berlin – Hauptstadt der Wissenschaftlerinnen“ eine Ausstellungstafel gewidmet.

## Schriften
- Opferdiener und Kultmusiker auf stadtrömischen historischen Reliefs. Untersuchungen zur Ikonographie, Funktion und Benennung. Zabern, Mainz 1995, ISBN 3-8053-1601-1 (zugleich Dissertation Universität Mainz 1995).
- Rotfigurige Keramik als Handelsware. Erwerb und Gebrauch attischer Vasen im mediterranen und pontischen Raum während des 4. Jhs. v. Chr. (= Internationale Archäologie Band 71). Leidorf, Rahden/Westf. 2002, ISBN 3-89646-343-8 (zugleich Habilitationsschrift Universität zu Köln 2002).
- (Hrsg.): Bilder und Objekte als Träger kultureller Identität und interkultureller Kommunikation im Schwarzmeergebiet (Kolloquium in Zschortau/Sachsen vom 13.–15. Februar 2003) (= Internationale Archäologie. Arbeitsgemeinschaft, Symposium, Tagung, Kongress Band 6). Leidorf, Rahden/Westf. 2005, ISBN 3-89646-436-1.
- mit Katja Moede, Klaus Stemmer (Hrsg.): „Schau mir in die Augen…“ Das antike Portrait. Ausstellung in der Abguss-Sammlung Antiker Plastiken der Freien Universität Berlin, 21. Oktober 2006 bis 18. Februar 2007. Berlin 2006. (Rezension online)

## Einzelbelege
1. ↑  Pressemitteilung des DAI vom 20. Juli 2010 (Memento vom 25. August 2013 im Webarchiv archive.today)
2. ↑  Friederike Fless – die Archäologie-Managerin (Berliner Morgenpost, 14. März 2011) (kostenpflichtig)
3. ↑   Humboldt-Universität zu Berlin Nachrichten vom 24. November 2014: Ehrendoktorwürde für die Präsidentin des Deutschen Archäologischen Instituts. Die Klassische Archäologie der Humboldt-Universität zu Berlin würdigt Friederike Fless, von Ibou Diop (Memento vom 20. Dezember 2014 im Internet Archive), abgerufen am 25. November 2014.
4. ↑  Ausstellung „Berlin – Hauptstadt der Wissenschaftlerinnen“ eröffnet im Roten Rathaus. In: idw. 19. Oktober 2021, abgerufen am 25. Oktober 2021.
5. ↑  Ausstellung „Berlin – Hauptstadt der Wissenschaftlerinnen“ eröffnet im Roten Rathaus. In: Berliner Institut für Gesundheitsforschung-Charité und Max-Delbrück-Centrum. 19. Oktober 2021, abgerufen am 25. Oktober 2021.

| Personendaten    | Personendaten                   |
| ---------------- | ------------------------------- |
| NAME             | Fless, Friederike               |
| KURZBESCHREIBUNG | deutsche Klassische Archäologin |
| GEBURTSDATUM     | 25. Mai 1964                    |
| GEBURTSORT       | Unna                            |